# Felorikit
Felorikit (Charmosynopsis pulchella) är en fågel i familjen östpapegojor inom ordningen papegojfåglar.

## Utseende och läte
Felorikiten är en liten och långstjärtad papegoja. Den är röd på huvud och bröst, mörkare på buken och grön på ryggen. På huvudets baksida syns en svart fläck. Vidare är den gul på undre stjärttäckarna och stjärtspetsen och streckat gul på bröstet. Arten liknar lianlorikiten, men är tydligt mindre, har streckat bröst och saknar josefinalorikitens mörka bukfläck. Lätet består av mjuka och ljusa "seep" som upprepas. 

## Utbredning och systematik
Felorikiten förekommer i bergstrakter på Nya Guinea. Den delas in i två underarter med följande utbredning:
- Charmosynopsis pulchella pulchella rothschildi – förekommer i Cyclopsbergen och bergssluttningar ovanför floden Taritatu
- Charmosynopsis pulchella pulchella pulchella – förekommer i bergsskogar på Nya Guinea

## Släktestillhörighet
Felorikiten placeras traditionellt i Charmosyna, men genetiska studier visar att arterna i släktet inte står varandra närmast. Den har därför, tillsammans med närbesläktade burulorikiten, lyfts ut till det egna släktet Charmosynopsis.

## Status och hot
Arten har ett stort utbredningsområde, men tros minska i antal, dock inte tillräckligt kraftigt för att den ska betraktas som hotad. Internationella naturvårdsunionen IUCN listar arten som livskraftig (LC).